# Василий I Търновски
Василий I Български е първият глава (1186-1232) на възстановената самостоятелна българска църква след отцепването на северна България като независима от Византийската империя държава. Възприеман е като български патриарх и след сключването на уния с Рим през 1204 г. се подписва така, но канонически има статут на архиепископ и примас т.е. екзарх.
През 1186 г. в освободените вече български земи между Дунав и Балкана Асен и Петър основават новата архиепископия със седалище в главния град Търново. При освещаването на новопостроената църква св. Димитър в края на 1185 или началото на 1186 г. според канона трима митрополити – Видинският и още двама ромеи, докарани от Асеневци за случая канонично помазват и ръкополагат новият български архиепископ Василий I и го обявяват за глава на самостойната българска църква в освободените земи. В диоцеза на Търновската архиепископия влизат Дръстърска епархия, която дотогава зависи от цариградския патриарх и Видинската, подведомствена на охридския архиепископ.
Нито Охридската архиепископия, нито Цариградската патриаршия реагират с някакъв свой акт отрицателно на случилото се, а последната дори ѝ дава Свето Миро и не отрича да я счита за своя духовна дъщеря, но българският архиепископ няма официалното признание на самостойността си от останалите поместни Църкви. В това вижда шанс римският папа който влиза в преговори с цар Калоян и привличайки го в уния с Рим дава титлата примас и палиум на Търновския архиепископ, което се равнява на тогавашен екзарх в Източната църква и на патриарх, но от Западната църква. На 7 ноември 1204 г. папския кардинал Лъв помазва архиепископ Василий в посочения сан, а на следващия ден (Архангеловден) коронясва Калоян за суверенен владетел.
Прекъсването на унията става през последните месеци на 1231 г. и началото на 1232 г. Тогава два западнобългарски престола – Белград и Браничево отказват да се смятат за свързани с римския първосвещеник. Започва завой към сближение с вселенската патриаршия. Тази стъпка е подкрепена и от търновския архиепископ Василий, който по това време вече се е оттеглил на Атон. Екзархът на вселенския патриарх за западновизантийските земи Митрополит Христофор, който играе главна роля в този процес, в писмо до цар Иван Асен II не изказва никакви възражения за архиепископ Василий, с когото се срещна на Света гора и след обстоен разговор с него настоява Василий да се върне в Търново. Към момента на срещата на Атон, архиепископ Василий формално все още е глава на Търновската българска архиепископия, но не след дълго той по своя воля се отказва с писмо от поста. Така със своята оставка той напълно открива възможността да се възстанови по каноничен път общението на двете църкви и българската архиепископия да бъде въздигната в ранг на патриаршия, което и става през 1235 г.